# La Escucha (Lorca)
La Escucha es una pedanía del municipio español de Lorca, en la Región de Murcia. Tiene 875 habitantes  y se sitúa a 18 km al suroeste de la capital municipal. Limita con los municipios de Puerto Lumbreras y Águilas.

## Descripción
La proximidad a la cabecera del municipio y el buen tráfico favorecen el desarrollo de la población de La Escucha, pudiéndose observar las casas dispersas por el llano hasta llegar a La Escarihuela, otro núcleo con mayor densidad de población.
Cerca del comité se alza la Sierra de Almenara, uno de los últimos refugios de la tortuga mora en la Región de Murcia.
En su calendario festivo, hay cinco fiestas locales, todas amenizadas por los tradicionales trovos, que van acompañados de imágenes religiosas en su salida en procesión.
El incremento del turismo residencial y rural supone un nuevo estímulo para la economía de La Escucha, tradicionalmente basada en la agricultura y la ganadería.